# Salt de pont
El salt de pont o pònting (Bungee jumping en anglès, puenting en castellà, saut à l'élastique en francès) és un esport d'aventura o esport extrem que consisteix a saltar amb les cames lligades a un elàstic des d'un pont o alguna estructura alta i fixa semblant.
El salt consisteix en un gran balanceig o pèndol, subjectes al pont mitjançant un arnès i una corda. Des d'un extrem del pont es salta, la corda, que es troba ancorada en l'altre, ens aguanta permetent aquest gran gronxador.
La sensació és molt intensa, malgrat breu.
No l'han de realitzar persones amb problemes en la columna vertebral, amb trastorns cardíacs, que pateixin possibles luxacions articulars i les dones embarassades.

## Història
La història del salt de pont es remunta a una antiga cerimònia ritual practicada pels habitants de l'illa Pentecosta de Vanuatu, un país insular en l'oceà Pacífic Sud.
Els joves de la tribu realitzaven salts des de plataformes de fusta amb lianes lligades als seus turmells, com una prova de valor i maduresa.
Inspirats per aquesta pràctica, en 1979, un grup d'estudiants de la Universitat d'Oxford van realitzar el primer salt modern utilitzant cordes elàstiques, marcant l'inici del salt de pont com el coneixem avui.